# Mitchell Allan
Mitchell Allan (* 21. August 1987 in Nowra) ist ein ehemaliger australischer Snowboarder. Er startete in der Disziplin Halfpipe.

## Werdegang
Allan nahm im Dezember 2003 in Whistler erstmals am Snowboard-Weltcup teil, wobei er den 30. Platz errang. Bei den Snowboard-Weltmeisterschaften 2005 in Whistler kam er auf den 36. Platz. In der Saison 2005/06 erreichte er mit Platz zehn in Leysin seine einzige Top-Zehn-Platzierung im Weltcup und zum Saisonende mit dem 41. Platz im Halfpipe-Weltcup sein bestes Gesamtergebnis. Beim Saisonhöhepunkt, den Olympischen Winterspielen 2006 in Turin, belegte er den 31. Platz. Seinen 20. und damit letzten Weltcup absolvierte er im September 2008 in Cardrona, welchen er auf dem 27. Platz beendete.

## Teilnahmen an Weltmeisterschaften und Olympischen Winterspielen

### Olympische Winterspiele
- 2006 Turin: 31. Platz Halfpipe

### Snowboard-Weltmeisterschaften
- 2005 Whistler: 36. Platz Halfpipe

## Weltcup-Gesamtplatzierungen
| Saison  | Gesamt | Gesamt | Halfpipe | Halfpipe |
| Saison  | Punkte | Platz  | Punkte   | Platz    |
| ------- | ------ | ------ | -------- | -------- |
| 2003/04 | -      | -      | 328      | 51.      |
| 2004/05 | -      | -      | 156      | 53.      |
| 2005/06 | 651    | 124.   | 651      | 41.      |
| 2007/08 | 90     | 232.   | 90       | 75.      |
| 2008/09 | 45     | 283.   | 45       | 97.      |